# Schosseinoje (Tschernjachowsk)
Schosseinoje (russisch Шоссейное, fälschlich auch mit Schosseiny bezeichnet, deutsch Szameitkehmen, 1936–1938 Schameitkehmen, 1938–1945 Walkenau) ist ein Ort in der russischen Oblast Kaliningrad. Er gehört zur kommunalen Selbstverwaltungseinheit Stadtkreis Tschernjachowsk im Rajon Tschernjachowsk.

## Geographische Lage
Schosseinoje an der Angrapa (Angerapp) liegt sieben Kilometer östlich der Rajonstadt Tschernjachowsk (Insterburg) an der Föderalstraße A229 (auch Europastraße 28, ehemalige deutsche Reichsstraße 1) in Richtung Gussew (Gumbinnen). Bei Schosseinoje trifft die Regionalstraße 27A-043 (ex R517) aus Richtung Osjorsk (Darkehmen/Angerapp) auf die A 229.
Ein direkter Bahnanschluss wie vor 1945 über die Station Pendrinnen (1938–1939 Pendershof, 1939–1945 Pendersdorf) besteht nicht mehr. Heute ist der nächste Bahnhof in Tschernjachowsk an der ehemaligen Preußischen Ostbahnstrecke Berlin – Königsberg (Preußen) (Kaliningrad) – Eydtkuhnen (1938–1945 Eydtkau, Tschernyschewskoje).

## Geschichte
Das frühere Szameitkehmen war am 11. März 1874 eine der Gemeinden, die den neu errichteten Amtsbezirk Kraupischkehmen (1938–1945 Erdmannsruh, russisch: Saliwnoje) bildeten. Er gehörte zum Landkreis Insterburg im Regierungsbezirk Gumbinnen der preußischen Provinz Ostpreußen. Nachdem das Dorf 1936 auf die neue Namensschreibweise „Schameitkehmen“ festgelegt wurde, erhielt es am 3. Juni 1938 – mit amtlicher Bestätigung vom 16. Juli 1938 – den eingedeutschten Namen „Walkenau“.
1945 kam der Ort infolge des Zweiten Weltkrieges unter sowjetische Verwaltung. 1947 erhielt er den russischen Namen „Schosseinoje“ und wurde gleichzeitig dem Dorfsowjet Krasnopoljanski selski Sowet im Rajon Tschernjachowsk zugeordnet. Von 2008 bis 2015 gehörte Schosseinoje zur städtischen Gemeinde Tschernjachowskoje gorodskoje posselenije und seither zum Stadtkreis Tschernjachowsk.

### Einwohnerentwicklung
| Jahr | Einwohner |
| ---- | --------- |
| 1910 | 140       |
| 1933 | 123       |
| 1939 | 131       |
| 2002 | 23        |
| 2010 | 23        |

## Kirche
Kirchlich war Szameitkehmen/Walkenau bis 1945 mit seiner mehrheitlich evangelischen Bevölkerung mit der Lutherkirche Insterburg (Tschernjachowsk) im Kirchenkreis Insterburg in der Kirchenprovinz Ostpreußen der Kirche der Altpreußischen Union verbunden.
Nachdem in der Zeit der Sowjetunion kirchliches Leben aufgrund staatlicher Verbote zum Erliegen kam, bildeten sich in den 1990er Jahren in der Oblast Kaliningrad wieder neue evangelische Gemeinden, darunter auch in Tschernjachowsk, das nun wieder Pfarrsitz wurde für eine weitflächige Kirchenregion innerhalb der Propstei Kaliningrad der Evangelisch-Lutherischen Kirche Europäisches Russland (ELKER) ist.